# TeamNet Internațional
 (juin 2024).
Teamnet est un intégrateur et développeur de systèmes roumain, fondé en 2001 par Sebastian Ghiță, Bogdan Padiu , George Stan, Bogdan Nedelcu et Ovidiu Trașcu. Initialement, Sebastian Ghiță était le financier et l'actionnaire majoritaire, mais au cours de la période 2001-2011, sa participation a été progressivement réduite. En 2012, Sebastian Ghiță est entré en politique, quittant l'actionnariat de Teamnet au profit des autres fondateurs:  Bogdan Padiu , George Stan, Bogdan Nedelcu et Ovidiu Trașcu. L'entreprise a enregistré un développement très rapide jusqu'en 2016. L'entreprise est spécialisée dans les services d'intégration et de développement de logiciels, de conseil en informatique, ainsi que dans les services d'ingénierie complexes, les solutions de cloudsourcing et les solutions informatiques médicales destinées au secteur public et aux entreprises privées. Ces dernières années, en plus de ses bureaux en Roumanie, Teamnet a également ouvert des bureaux à Bruxelles, Chişinău, Belgrade, Istanbul et Zagreb, adoptant une stratégie d'expansion de son activité à l'international.
L'entreprise a enregistré un chiffre d'affaires de 93 millions d'euros  à fin de l'année 2014, tandis que le nombre de salariés atteignait 800 en 2015 . En novembre 2011, l'entreprise était classée 6e au Deloitte CE Technology Fast 50  et 64e au Deloitte Technology Fast 500 EMEA, avec une augmentation de 2 136 % entre 2006 et 2010 . En 2017, Sebastian Ghita, l'ancien propriétaire de Teamnet, a fait l'objet d'une enquête pour corruption, mais en décembre 2023, le tribunal de Prahova a décidé de renvoyer l'affaire à la DNA, estimant que l'acte d'accusation n'avait pas été rédigé conformément à la réglementation.
Valeur fiscale
| L'année          | 2014 | 2013 | 2012 | 2011 | 2010 | 2009 | 2008 | 2007 | 2006 | 2005 | 2004 | 2003 | 2002 | 2001 |
| ---------------- | ---- | ---- | ---- | ---- | ---- | ---- | ---- | ---- | ---- | ---- | ---- | ---- | ---- | ---- |
| millions d'euros | 93   | 71   | 53   | 34   | 21   | 13   | 8    | 4.2  | 1.2  | 0,65 | 0,4  | 0,24 | 0,13 | 0,07 |

## Refer
Nombre d'employés
| L'année | 2014 | 2013 | 2012 | 2011 | 2010 | 2009 | 2008 | 2007 | 2006 | 2005 | 2004 | 2003 | 2002 | 2001 |
| ------- | ---- | ---- | ---- | ---- | ---- | ---- | ---- | ---- | ---- | ---- | ---- | ---- | ---- | ---- |
| employé | 800  | 600  | 450  | 350  | 233  | 215  | 180  | 97   | 67   | 44   | 33   | 19   | 15   | 7    |

En matière de ressources humaines, l'entreprise cherche à recruter des jeunes professionnels ayant déjà une certaine expérience. L'entreprise participe à des salons de l'emploi , comme le salon Top Employers  et mène des projets avec des associations étudiantes.
L'équipe Teamnet compte 800 collaborateurs en 2014 et comprend 21 chefs de projets certifiés PMI/PMP, 168 développeurs, 30 consultants métiers et 30 consultants sur fonds européens .

## Structure du groupe
Le Groupe Teamnet est composé de quatre sociétés distinctes, qui se différencient par leurs domaines d'activité et le type de services qu'elles proposent dans le domaine de la technologie.
- Teamnet Dedalus - est une entreprise spécialisée dans le domaine médical qui fournit des produits informatiques pour la gestion des institutions médicales et des solutions personnalisées pour améliorer l'activité des hôpitaux et des cliniques.
- Teamnet Engineering est la société du groupe qui propose divers services d'ingénierie, de l'entreprise générale aux travaux spécifiques de mise en œuvre et d'exécution.
- Ymens - domaine cloud ; L'offre de services Ymens comprend également des prestations spécifiques d'infogérance et de sécurité informatique
- Teamnet – Services d'intégration et de développement de systèmes informatiques, en mettant l'accent sur des secteurs tels que la sécurité publique, les services publics et l'administration électronique, l'environnement, l'énergie et les services publics, la santé, l'éducation, l'agriculture et les transports.

## Remarques
1. ↑  « Exportatorul de tehnologie », Forbes (consulté le 14 juin 2024)
2. ↑  « Teamnet şi-a prezentat noua identitate de brand și direcțiile strategice pentru următorii cinci ani », https://www.piatafinanciara.ro (consulté le 14 juin 2024)
3. ↑  , accesat la 17 septembrie 2015
4. 1 2 3 4 5 6 7 8 9 10 11 12 13 14 15 16 17 18 19 20 21 22 23 24  Teamnet, « Teamnet en chiffres » [html] (consulté le 14 juin 2024)
5. ↑  cum a reusit o companie romaneasca de software sa-si creasca afacerile de 20 de ori in 5 ani, accesat la 5 decembrie 2011
6. ↑  « Răsturnare de situație în instanță pentru Sebastian Ghiță: Dosarul, restituit la DNA », DCNews (consulté le 14 juin 2024)
7. 1 2  « http://www.dailybusiness.ro/stiri-it-c/cre-terea-cu-30-a-afacerilor-readuce-teamnet-n-competi-ia-european-business-awards-108759.aspx »
8. 1 2  « http://www.jurnaluldeafaceri.ro/grupul-teamnet-desemnat-campion-national-la-european-business-awards.aspx »
9. 1 2  « http://www.piatafinanciara.ro/teamnet-si-a-prezentat-noua-identitate-de-brand-si-directiile-strategice-pentru-urmatorii-cinci-ani.aspx »
10. ↑  salariul mediu net in companie, accesat la 14 decembrie 2011
11. ↑  , accesat la 28 noiembrie 2014
12. ↑  care sunt companiile care scot 2500 de joburi la concurs, accesat la 16 noiembrie 2011
13. ↑  « http://www.zf.ro/zf-24/teamnet-international-a-luat-un-imprumut-de-20-milioane-de-lei-de-la-eximbank-12100809.aspx »

- www.teamnet.ro - Site officiel